# Ruschein
Ruschein ([ʁuˈʒɛɪ̯n]ⓘ) ist eine Fraktion der Gemeinde Ilanz/Glion im Schweizer Kanton Graubünden. Bis Ende 2013 bildete sie eine eigene politische Gemeinde.

## Geographie
Das Dorf Ruschein liegt auf einer Geländeterrasse nördlich von Ilanz auf der linken Seite des Vorderrheins. Etwa einen Kilometer in nordöstlicher Richtung von Ruschein entfernt liegt das Dorf Ladir. Die Siedlungen sind durch Neubauquartiere zusammengewachsen.
Die ehemaligen Gemeindegebiete von Ruschein und Ladir lagen als schmale Streifen am Berghang zwischen der Stadt Ilanz und dem Gebirgskamm am Bündner Vorab und dem Vorab Pign mit dem kleinen Rest des Vorabgletschers auf etwa 3000 m ü. M. Der grösste Teil des Talschlusses im Norden des Val Siat lag auf Ruscheiner Boden. Dort, wo auch die Alp da Ruschein und die Bergweide Plaun Grond liegen, entspringen einige Quellbäche des Ual da Mulin. Von der Alp da Ruschein führt ein steiler Pfad über die Fuorcla da Sagogn in das Alpgebiet Vorab.
Auf halbem Weg zwischen dem Dorf Ruschein und der Ruscheiner Alp liegt das Maiensäss Alp Dado, weiter oben im Tal das Maiensäss Tarschinas.
Vom ehemaligen Ruscheiner Gemeindegebiet von 1254 ha waren 540 ha landwirtschaftlich nutzbar, 445 ha allerdings nur als Maiensässe. Dem gebirgigen Charakter der Landschaft entsprechend gab es 354 ha unproduktive Fläche. Wald und Gehölz bedecken weitere 323 ha des Gemeindebanns; die restlichen 37 ha waren Siedlungsfläche.
Auf dem Territorium Ruscheins, südwestlich des Dorfes, liegt auf einem Hügel das Sonderwaldreservat Plontabuora, wo auch die Ruine der Burg Frauenberg steht.

## Geschichte

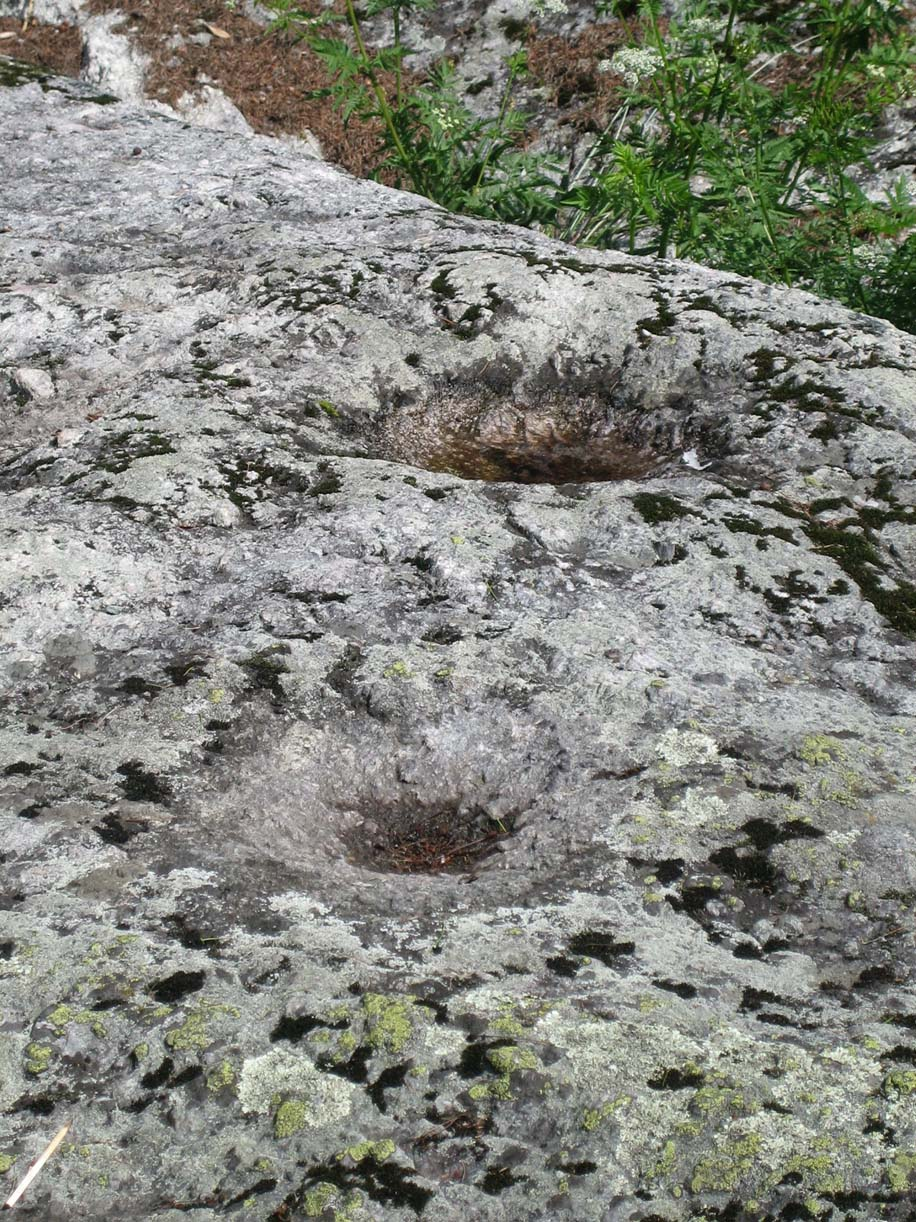
Schalensteine auf Plontabuora

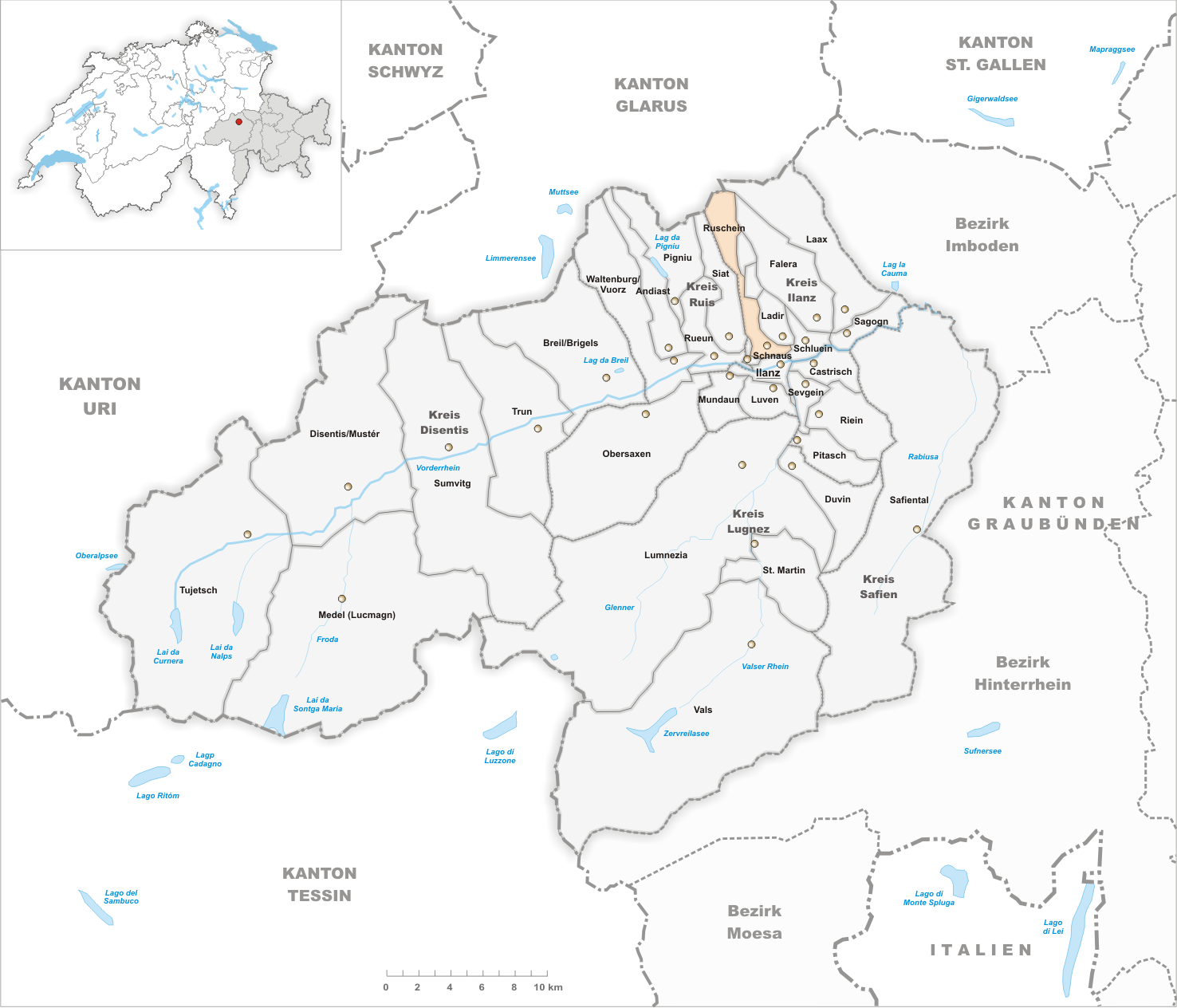
Gemeindestand vor der Fusion am 1. Januar 2014

Im Bereich der Burgruine Frauenberg-St. Valentin-Crap Fravi befindet sich ein prähistorisches Kultzentrum Megalithen und Fundgut aus der Bronzezeit. Im anstehenden Verrucanofels auf der Hügelkuppe wurden zahlreiche grössere und kleinere Schalen eingearbeitet (scaluttas d’unfrenda). 1965 wurden bei Ausgrabungen eine 19 cm lange Bronzenadel, diverse Tonscherben sowie Mauerreste einer Siedlung aus der Zeit um 1500 bis 1200 v. Chr. gefunden. Westlich vom Halsgraben der Burgruine befindet sich der Altarstein. Am nach Süden gerichteten Abhang finden sich weitere bearbeitete Felsbuckel, wie etwa der Orakelstein. Die Stiftung Ruina da Frundsberg organisiert im Sommer regelmässig geführte Rundgänge über den ganzen Felsrücken.
Der Ort wurde 765 als Rucene (Kopie des 17. Jahrhunderts) und um 1160 als Rusine erwähnt. In Ruschein lag in karolingischer Zeit ein Grosshof mit Herrenhaus. Die vermutlich aus dem 7. Jahrhundert stammende St.-Georg-Kirche wurde um 1440 erwähnt und war um 840 dem Kloster Pfäfers zehntpflichtig, die Kollatur ging 1489 von diesem an die Abtei Disentis über. St. Georg war bis 1526 Mutterkirche von Siat, bis 1684 von Ladir. Ruschein blieb beim alten Glauben. Elf reformierte Familien von Ruschein und Ladir mussten 1556 ausziehen. Die Burg Frauenberg (rätoromanisch Frunsberg) war im 13. und 14. Jahrhundert Herrschaftssitz der gleichnamigen Freiherren.
In dezentralisierter Siedlungs- und Wirtschaftsstruktur wurden in Ruschein Acker-, Gartenbau und Viehwirtschaft betrieben. Im 15. bis 18. Jahrhundert als Nachbarschaft mit Ladir und Schnaus verbunden, bildete das romanische Ruschein mit ihnen zu Beginn des 21. Jahrhunderts eine Alpkorporation. 1963 bis 1994 erfolgte eine Gesamtmelioration der Landwirtschaft (Viehwirtschaft, kaum mehr Ackerbau). 2005 arbeiteten noch 45 Prozent der im Dorf Erwerbstätigen im ersten Sektor. Der Pendleranteil nach den Zentren des Vorderrheintals war hoch. Die Lage am Rande der weissen Arena von Laax führt zu einem bescheidenen Tourismus.
Am 1. Januar 2014 fusionierte Ruschein mit den damaligen Gemeinden Castrisch, Duvin, Ilanz, Ladir, Luven, Pigniu, Pitasch, Riein, Rueun, Schnaus, Sevgein, Siat zur neuen Gemeinde Ilanz/Glion.

## Wappen
| Wappen von Ruschein | Blasonierung: «In Blau der goldene (gelbe) Heilige Georg mit silbernem (weissem) Nimbus auf einem springenden Schimmel, den goldenen Drachen tötend» |
| Wappen von Ruschein | Übernahme des Siegelmotivs ins Gemeindewappen |

## Bevölkerung
| Bevölkerungsentwicklung | Bevölkerungsentwicklung | Bevölkerungsentwicklung | Bevölkerungsentwicklung | Bevölkerungsentwicklung | Bevölkerungsentwicklung | Bevölkerungsentwicklung | Bevölkerungsentwicklung |
| ----------------------- | ----------------------- | ----------------------- | ----------------------- | ----------------------- | ----------------------- | ----------------------- | ----------------------- |
| Jahr                    | 1850                    | 1900                    | 1950                    | 1980                    | 2000                    | 2004                    | 2013                    |
| Einwohner               | 245                     | 277                     | 309                     | 283                     | 356                     | 356                     | 334                     |

Von den 356 Bewohnern waren 341 Schweizer Staatsangehörige (Ende 2004). Es wird Sursilvan gesprochen.

## Sehenswürdigkeiten
Die Antoniuskapelle erbaut um 1680.

## Bilder

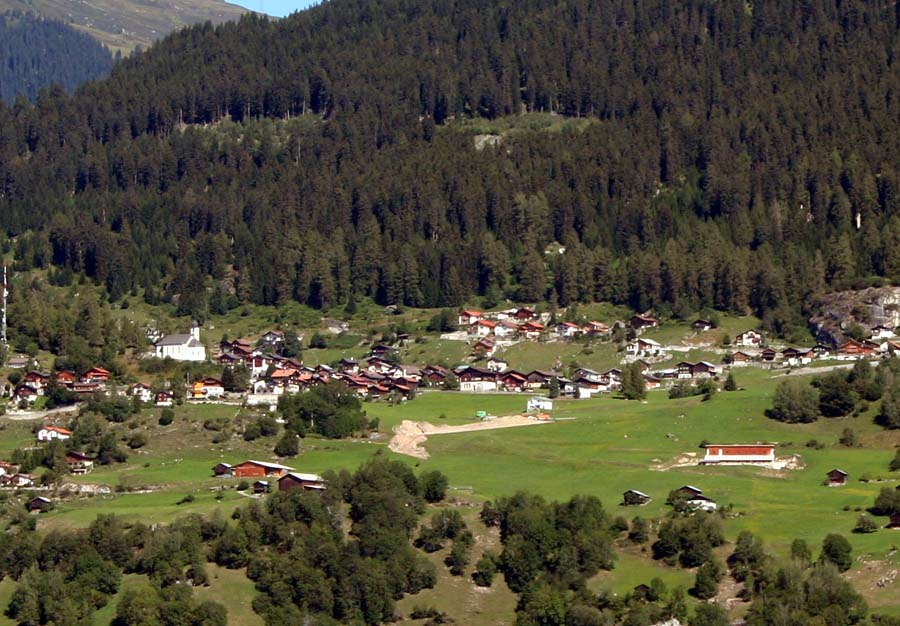
Ruschein
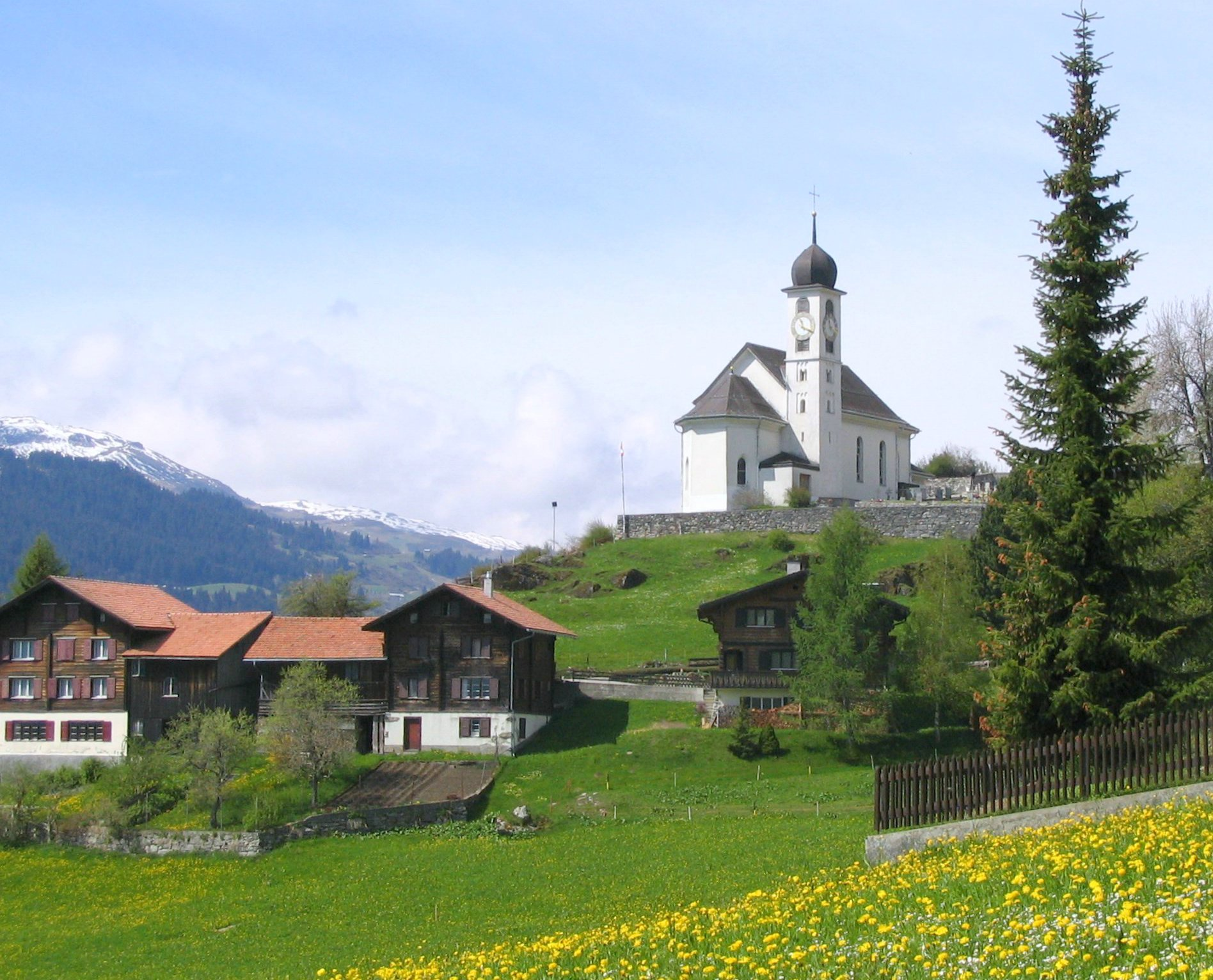
Dorf mit Kirche Sogn Gieri
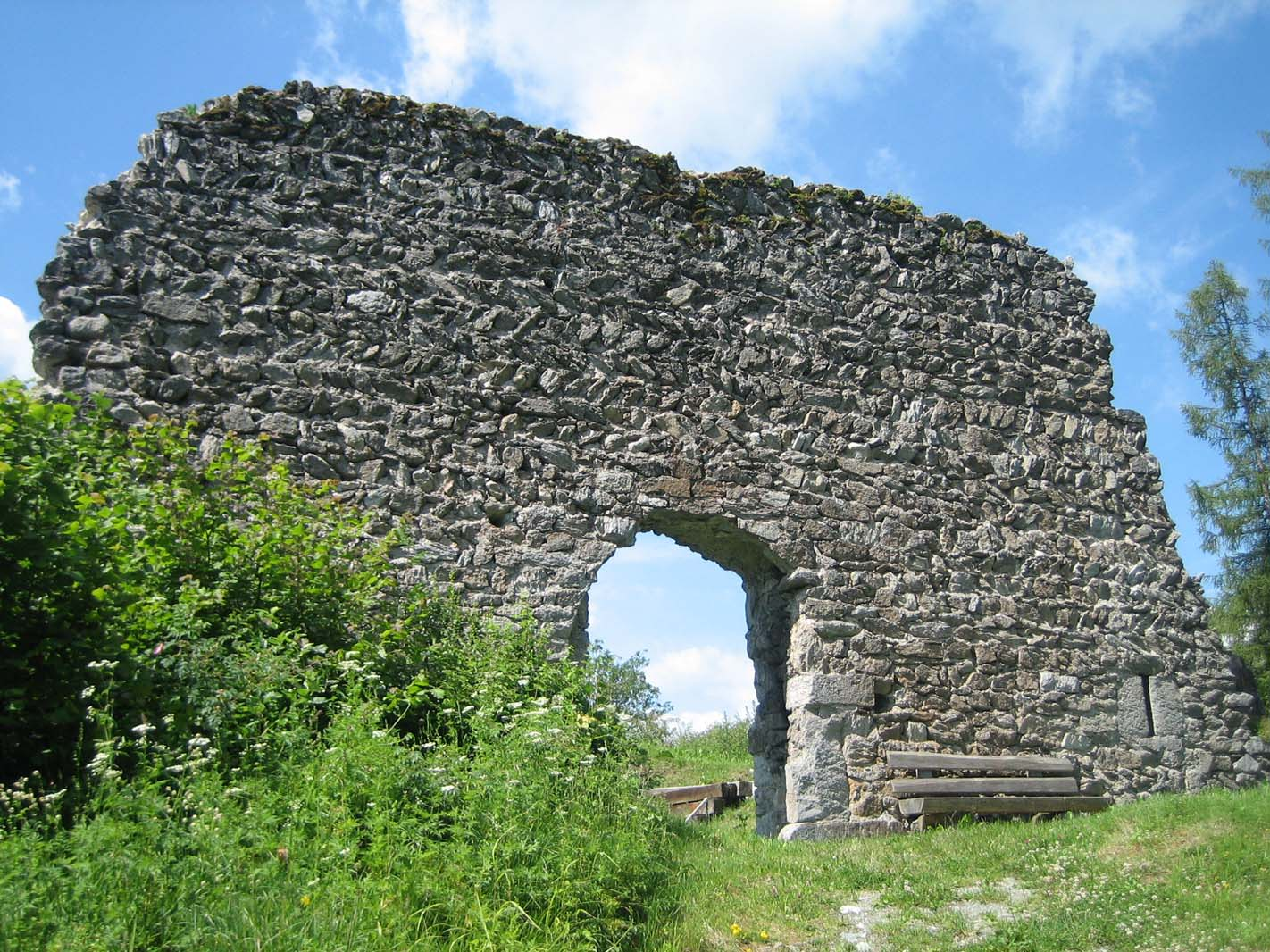
Ruine Frauenberg

## Persönlichkeiten
- Matthias Schgier (1622–1687), Domdekan in Chur
- Corina Casanova (* 1956), Schweizer Bundeskanzlerin
- Georges Darms (* 1946), Rätoromanist